# Eugene Galekovic
Eugene Galekovic (chorvatsky Eugen-Josip Galeković; * 12. června 1981, Melbourne, Austrálie) je australský fotbalový brankář a reprezentant chorvatského původu, který působí v klubu Adelaide United FC.
Mimo Austrálie hrál v Portugalsku.

## Reprezentační kariéra
S australským reprezentačním výběrem do 23 let si zahrál na Letních olympijských hrách 2004 v Řecku, kde jeho tým byl vyřazen ve čtvrtfinále Irákem po výsledku 0:1.
V A-mužstvu Austrálie přezdívaném Socceroos debutoval v roce 2009.

Zúčastnil se Mistrovství světa 2010 v Jihoafrické republice a Mistrovství světa 2014 v Brazílii. V obou případech byl náhradním brankářem.

S národním týmem Austrálie vyhrál domácí Mistrovství Asie v roce 2015.